# Pałac w Jugowie
Pałac w Jugowie – zabytkowy pałac  w Jugowie – wsi w Polsce, w województwie dolnośląskim, w powiecie kłodzkim, w gminie Nowa Ruda.
Obiekt wybudowany w połowie XIX w., w miejscu starszego dworu Stillfriedów i Haugwitzów, zbudowanego w 1605 r.

## Historia
Od 1472 r. właścicielem Jugowa był Georg von Stillfried. Pierwotny dwór wybudował około 1605 r. Henryk von Stillfried – Starszy dla swojego syna Hans von Stillfrieda. W obiekcie ocalała część wystroju: klatka schodowa w boazeriach z witrażem zawierającym krzyż maltański protestanckiego zakonu joannitów, trzymany przez anioła, pod którego skrzydłami sentencja na szarfie Gott ist mein Schutz/Bóg jest moją ochroną. Członkiem zakonu był Eberhard von Pfeil und Klein Ellguth (1839–1901) (herb na witrażu po lewej) żonaty z Marią z domu von Wilamowitz-Möllendorff (herb po prawej). Na piętrze znajduje się kominek z bohaterami Biblii, gabinet nadleśniczego z historyczną stolarką, kasą i meblami. Eklektyczny wystrój pałac otrzymał po 1865 r. za czasów Eberharda von Pfeil und Klein Ellguth, który zlecił przebudowę. Ze starego budynku ocalały: jedna późnorenesansowa sala na parterze oraz sień. Okazały pałac z XIX w. wraz z parkiem jest częścią zespołu pałacowego. Obecnie siedziba Nadleśnictwa Jugów.

## Właściciele
- 1472–1482 – Georg (Jerzy) I von Stillfried und Rattonitz (1420-1482)[4]
- 1482–1483 – Paweł von Stillfried und Ratienitz[4]
- 1482–1492 – Georg (Jerzy) II von Stillfried und Ratienitz (1459–1492)[4]
- 1492–1518 – Georg (Jerzy) III von Stillfried (zm. 1518)
- 1518–1524 Jakob von Stillfried und Rattonitz (1483–1524/9)[4]
- 1524–1554 – Georg (Jerzy) IV von Stillfried (1506-1554)[5]
- 1554-1566 – Róża Schaffgotsch, żona Jerzego IV
- 1566–1572 Georg (Jerzy) V von Stillfried (1548-1586)[5], wł. Jugowa, Zacisza, Drogosławia od 1572
- 1572-1580 Henryk von Stillfried (zm. 1580), wł. Nowej Rudy
- 1586 – Georg (Jerzy) VI von Stillfried
- 1586–1615 – Henryk von Stillfried – Starszy (1519–1615)[6]
- Jan (Hans) von Stillfried Rattonitz (1549–1609), wł. Drogosławia, Jugowa od 1600
- 1615–1637 – Bernhard I von Stillfried (1567-1537)
- 1637-1669 – Bernhard II von Stillfried (1611-1669)[6]
- 1669–1702 – Bernhard III von Stillfried und Rattonitz (1641–1702)[7]
- 1702–1720 – Raymund Erdmann Anton baron Stillfried von Rattonitz (1672–1720)
- 1720–1739 – Johann Joseph I baron Stillfried von Rattonitz (1695–1739)
- 1739–1761 – Anna von Stillfried hrabina von Salburg (1703–1761)[8], żona Johanna Josepha I
- 1761–1767 – Michael Raymund baron Stillfried und Rattonitz (1730–1796)
- 1767-1773 – Augustyn von Stillfried
- 1773-1796 – Michał Rajmund von Stillfried
- 1796–1805 – Johann Joseph (Jan Józef) II, hrabia Stillfried und Rattonitz (1762–1805)[9]
- 1805-1810 Fryderyk August von Stillfried[8]
- 1832-1865 – Ludwik von Pfeil
- 1865-1901 – Eberhard von Pfeil und Klein Ellguth (1839–1901)
- 1865-1914 – Maria von Pfeil und Klein-Ellguth[10], z domu von Wilamowitz-Möllendorff, żona Eberharda
- 1914-1945 – Friedrich Albrecht von Pfeil und Klein-Ellguth (1890-1945)[11]

## Rezydencje Stillfriedów
- Dwór Dolny we Włodowicach
- Dwór Górny w Nowej Rudzie
- Dwór Stillfriedów w Drogosławiu
- Zamek Stillfriedów w Nowej Rudzie